# Prefectura autonomă tibetană Diqing
Prefectura autonomă tibetană Diqing (în chineză simplificată: 迪庆藏族自治州; chineză tradițională: 迪慶藏族自治州; pinyin: Díqìng Zàngzú Zìzhìzhōu; în tibetană བདེ་ཆེན་བོད་རིགས་རང་སྐྱོང་ཁུལ་) este o prefectură autonomă din nord-vestul provinciei Yunnan a Chinei. Ea are o suprafață de 23.870 km2. Capitala sa, care este și cel mai mare oraș din prefectură, este orașul Shangri-La.
Această prefectură a provinciei Yunnan este mărginită la nord-est de provincia Sichuan, iar la nord-vest de regiunea autonomă Tibet (TAR). În părțile de sud-vest și sud-est prefectura Diqing se învecinează cu alte subdiviziuni ale provinciei Yunnan: prefectura autonomă Nujiang Lisu și, respectiv, Lijiang.
Există trei subdiviziuni administrative cu rang de district în această prefectură: orașul Shangri-La, districtul Dêqên și districtul autonom Weixi Lisu și toate s-au aflat anterior în prefectura Lijiang (situată la sud-est de această prefectură). Această prefectură autonomă a fost înființată în 1957 și numită Diqing de primul său guvernator. Numele acestei prefecturi autonome tibetane (TAP) este scris, de asemenea, Dechen, Deqing sau Dêqên.

## Transport

### Aerian
Aeroportul Shangri-La Diqing, cunoscut și sub numele de Aeroportul Diqing, este unul dintre cele mai mari aeroporturi din nord-vestul provinciei Yunnan. El este situat la aproximativ 3,4 mile (5,5 km) de centrul orașului Shangri-La. Există zboruri către Lhasa, Chengdu, Beijing (via Kunming), Shanghai Pudong, Shenzhen (via Guiyang), Guangzhou, Kunming și Xishuangbanna.

### Rutier
Autostrăzile sunt principalul mijloc de transport pentru a ajunge în prefectura Diqing. Autostrada principală din această prefectură este Autostrada Națională Chineză 214 (o autostradă Yunnan-Tibet-Qinghai prescurtată „G214”).
Există, de asemenea, trasee directe de autobuz către Kunming, Lijiang și Panzhihua (Sichuan).

## Demografie
Grupuri etnice din prefectura autonomă tibetană Diqing erau următoarele, la recensământul din 2000:
| Naționalitate | Populație | Procent |
| ------------- | --------- | ------- |
| Tibetani      | 117.099   | 33,12%  |
| Lisu          | 98.195    | 27,78%  |
| Han           | 57.928    | 16,39%  |
| Naxi          | 45.269    | 12,81%  |
| Bai           | 18.182    | 5,14%   |
| Yi            | 11.616    | 3,29%   |
| Hui           | 1.496     | 0,42%   |
| Pumi          | 1.496     | 0,42%   |
| Miao          | 1.434     | 0,41%   |
| Nu            | 241       | 0,07%   |
| Derung        | 137       | 0,04%   |
| Alții         | 425       | 0,11%   |

## Subdiviziuni
Prefectura Diqing este împărțită în trei districte, dintre care unul este autonom: 
| Hartă                                                     | Hartă             | Hartă                  | Hartă                                       | Hartă                                                                     | Hartă                    | Hartă           | Hartă            | Hartă |
| --------------------------------------------------------- | ----------------- | ---------------------- | ------------------------------------------- | ------------------------------------------------------------------------- | ------------------------ | --------------- | ---------------- | ----- |
| Shangri'la · (oraș) Districtul · Dêqên Districtul · Weixi |                   |                        |                                             |                                                                           |                          |                 |                  |       |
| Nume                                                      | Hanzi             | Pinyin hanyu           | Tibetană standard                           | Pinyin tibetan                                                            | Populație (recens. 2010) | Suprafață (km²) | Densitate (/km²) |       |
| Shangri'la (Xianggelila)                                  | 香格里拉市        | Xiānggélǐlā Shì        | în tibetană སེམས་ཀྱི་ཉི་ཟླ་གྲོང་ཁྱེར།                | Xamgyi'nyilha Chongkyir / sems kyi nyi zla grong khyer                    | 172.988                  | 11.613          | 14,89            |       |
| Districtul Dêqên (Districtul Deqin)                       | 德钦县            | Déqīn Xiàn             | în tibetană བདེ་ཆེན་རྫོང་། în tibetană མཇོལ་རྫོང་། | Dêqên Zong / bde chen rdzong Jol Zong / mjol rdzong                       | 66.589                   | 7.596           | 8,76             |       |
| Districtul autonom Weixi Lisu                             | 维西傈僳族 自治县 | Wéixī Lìsùzú Zìzhìxiàn | în tibetană འབའ་ལུང་ལི་སུའུ་རིགས་རང་སྐྱོང་རྫོང་།      | Balung Lisurig Ranggyong Zong / 'ba' lung li su'u rigs rang skyong rdzong | 160.605                  | 4.661           | 34,45            |       |

## Istoric
Această prefectură se află în partea de sud a unei regiuni istorice numită Kham, care a aparținut Imperiului Tibetan cu mai multe secole în urmă. După declinul și destrămarea acelui imperiu în secolul al IX-lea, zonele periferice precum sudul Khamului au continuat să facă parte din Tibet mai mult într-un sens etnografic decât politic. Ca o chestiune practică, pe la mijlocul anilor 1700, guvernul tibetan a pierdut în cea mai mare parte controlul politic asupra regiunii Kham în favoarea dinastiei manciuriene chineze Qing, iar această situație a durat până la detronarea dinastiei manciuriene în 1912.
Khamul de sud împreună cu alte părți ale Yunnanului au fost administrate de clica Yunnan din 1915 până în 1927. Acea zonă a fost controlată apoi de guvernatorul și comandantul Long (Lung) Yun până aproape de sfârșitul Războiului Civil Chinez, când comandantul militar kuomintanfg-ist Du Yuming l-a înlăturat de la putere la ordinul generalului Chiang Kai-shek.
În această prefectură există trei districte: Shangri-La (anterior Zhongdian, în chineză: 中甸), districtul Dêqên și districtul autonom Weixi Lisu (anterior Weixi) și toate făceau parte anterior din prefectura Lijiang. Prefectura autonomă a fost înființată în 1957 și numită „Diqing” de către primul său guvernator.
În restul secolului al XX-lea, capitala prefecturii s-a numit Zhongdian, dar a fost redenumită la 17 decembrie 2001 ca Shangri-La (alte ortografii: Semkyi'nyida, Xianggelila sau Xamgyi'nyilha) după tărâmul ficțional Shangri-La din romanul Lost Horizon (1933) al lui James Hilton, cu scopul promovării turismului în zonă.
Pe 25 iunie 2007 a fost înființat în această prefectură Parcul Național Pudacuo cu o suprafață de 1.300 km2. La 11 ianuarie 2014 a avut loc un incendiu major în cartierul tibetan Dukezong, vechi de 1.000 de ani, din capitala Shangri-La, ceea ce a cauzat multe distrugeri și greutăți.

## Legături externe
- Site-ul oficial (în chineză)
- Yunnan-Diqing prin chinadiscover.net.